# Oscar Sumelius
Oscar Sumelius (ur. 26 kwietnia 1894 w Tampere, zm. 7 sierpnia 1959 w Helsinkach) – fiński żeglarz, olimpijczyk.
W regatach rozegranych podczas Letnich Igrzysk Olimpijskich 1936 wystąpił w klasie 8 metrów zajmując 5 pozycję. Załogę jachtu Sheerio tworzyli również Gunnar Grönblom, Sven Grönblom, Walter Kjellberg, Hilding Silander i Olof Wallin.
Brat Holgera Sumeliusa, również żeglarza-olimpijczyka.